# مجله تحلیل کمی و مالی
مجله تحلیل‌های کمی و مالی (به انگلیسی: Journal of Financial and Quantitative Analysis) تحقیقات علمی و تئوری در مالی را منتشر می‌کند. موضوعات مجله شامل مالی شرکتی، سرمایه‌گذاری، بازارهای مالی اوراق بهادار و روش‌های کمی در بخش‌های خاص مربوط به تحقیقات مالی می‌باشد. این مجله همراه با مجله مالی(Journal of Finance)، مجله اقتصاد مالی Journal of Financial Economics)) و مجله بازبینی مطالعات مالی (Review of Financial Studies) در یکی از بالاترین رده‌های مجله‌های دانشگاهی که نظم مالی را پوشش می‌دهند، جای می‌گیرد.